# Бауэр, Ежи
Ежи Бауэр (пол. Jerzy Bauer; 12 мая 1936, Лодзь — 11 января 2025) — польский композитор. Отец виолончелиста Анджея Бауэра.

## Биография
Окончил Лодзинскую высшую школу музыки по классам теории музыки (1959), дирижирования (1961) и композиции (1966, ученик Томаша Кизеветтера). В 1969—1970 годах занимался в Париже под руководством Нади Буланже. С 1960 года преподавал в своей alma mater, c 1987 года экстраординарный, с 1992 года ординарный профессор. В 1980—1998 годах заведовал кафедрой композиции, теории и эвритмии, с 2000 года — отдельной кафедрой теории музыки; одновременно в 1990—1996 годах декан факультета композиции, теории, музыкальной педагогики и эвритмии.
Заместитель председателя Союза польских композиторов (1989—1991).
Рыцарь (1980) и офицер (2005) ордена Polonia Restituta.
Скончался 11 января 2025 года в возрасте 88 лет.

## Творчество
Среди сочинений Бауэра преобладают камерные и хоровые. Среди первых выделяются трио — два фортепианных (1992, 1995) и два духовых (1964, 1966 — для гобоя, кларнета и фагота); среди вторых — «Средневековые скульптуры» (лат. Aetatis mediae sculpturae; 1971) для хора и оркестра и «Языческая месса» (лат. Missa pagana; 1988) для баритона, хора, трёх флейт, гитары и фортепиано. Для классической гитары соло Бауэром написан ряд сочинений, в том числе пьеса «Краски и ритмы в движении» (фр. Les couleurs et les rythmes en mouvement; 1989), удостоенная бронзовой медали на XXXI Международном гитарном конкурсе в Париже. Из оркестровых сочинений Бауэра выделяются «Симфонические пульсации» (пол. Pulsacje symfoniczne; 1973) для оркестра, двух электрогитар и органа и два виолончельных концерта (1985, 2013), написанные композитором для своего сына. Вокальные произведения Бауэра написаны на стихи Яна Кохановского, Перси Биши Шелли, К. И. Галчиньского, Казимеры Иллакович, Яна Твардовского, Виславы Шимборской, Халины Посвятовской и других; некоторые из них вошли в записанный в 2015 году альбом.
Для музыки Бауэра характерна формальная отточенность и сдержанность, ориентация в особенности на наследие Мориса Равеля и Белы Бартока.